# Puerto Moral

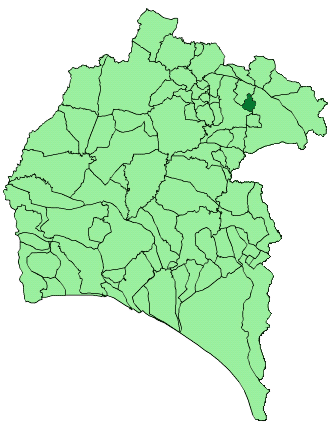
Localização de Puerto Moral

Puerto Moral é um município da Espanha na província de Huelva, comunidade autónoma da Andaluzia, de área 20 km² com população de 287 habitantes (2007) e densidade populacional de 13,02 hab/km².

## Demografia
| Variação demográfica do município entre 1991 e 2004 | Variação demográfica do município entre 1991 e 2004 | Variação demográfica do município entre 1991 e 2004 | Variação demográfica do município entre 1991 e 2004 |
| --------------------------------------------------- | --------------------------------------------------- | --------------------------------------------------- | --------------------------------------------------- |
| 1991                                                | 1996                                                | 2001                                                | 2004                                                |
| 236                                                 | 242                                                 | 254                                                 | 258                                                 |